# Carl Fugmann
Carl Fugmann (* 4. April 1885 in Erfurt; † März 1963) war ein deutscher Architekt, der auf Kinobauten spezialisiert war.

## Leben
Fugmann wurde in München, Dresden und Darmstadt ausgebildet. Bereits im Herbst 1911 veröffentlichte die renommierte Fachzeitschrift Innendekoration zwei von ihm entworfene Zimmereinrichtungen, ein Wohn- und Esszimmer sowie ein Schlafzimmer. Wie viele andere Architekten beschäftigte sich auch Fugmann in der wirtschaftlich schwierigen Zeit nach dem Ersten Weltkrieg mit sparsamen Bauweisen, 1920 wurde er als einer von zwei Geschäftsführern der neu gegründeten Mitteldeutschen Massiv-Sparbau-Gesellschaft mbH (abgekürzt Mimas, Sitz in Frankenhausen am Kyffhäuser) genannt. Ab spätestens 1921 ist er als Mitglied im Bund Deutscher Architekten nachweisbar, sein Erfurter Büro unterhielt er 1924 im Haus Gustav-Freytag-Straße 32, 1929 im Haus Herderstraße 40 und 1936 im Haus Wilhelmstraße 17 (heute Wilhelm-Külz-Straße). Nach dem Zweiten Weltkrieg lebte er im Haus Futterstraße 12 und war Mitglied im Bund der Architekten der DDR.

## Bauten
- 1921: Wettbewerbsentwurf für ein Pfarrhaus am Reglerring in Erfurt (prämiert mit dem 1. Preis)[5]
- 1927: Central-Filmpalast Mühlhausen (bis heute als Kino genutzt)
- 1928: Kino „Capitol“ in Zeitz (expressionistisch, seit 2000 als Theater genutzt, unter Denkmalschutz)[10][11]
- 1928: Filmpalast Gloria in Weißenfels (im Stil der Neuen Sachlichkeit; unter Denkmalschutz, ungenutzt)[12][13][14][15]
- 1928: Unionkino in Erfurt (1998 abgerissen)
- 1928: Umbau des Kinos „Titania-Palast“ in Eisenach (im Stil der Neuen Sachlichkeit, seit 2001 als Geschäftshaus genutzt)[16]
- 1929: Quedlinburger Lichtspieltheater in Quedlinburg (im Stil des Art déco, als Theater genutzt, unter Denkmalschutz)[17]
- 1929: Kino „Schloss-Theater“ in Sondershausen (2001 als Kino stillgelegt)[18]
- 1930: „A.-M.-Filmpalast“ in Aschersleben (im Stil des Art déco; bis heute als Kino genutzt, unter Denkmalschutz)[19]
- 1937: Kino „Central“ in Lutherstadt Wittenberg (im Stil der Heimatschutzarchitektur; bis heute als Kino genutzt, unter Denkmalschutz)[20]
- 1956–1958: Hals-, Nasen-, Ohren- und Augenklinik der Medizinischen Akademie Erfurt (gemeinsam mit Martin Schunk)[21]